# Диканова, Татьяна Александровна
Татьяна Александровна Диканова (род. 19 ноября 1949, Москва) — юрист-криминолог, специалист по прокурорскому надзору; выпускница юридического факультета МГУ имени Ломоносова (1971); доктор юридических наук с диссертацией о проблемах борьбы с таможенными преступлениями (2000); заведующая отделом проблем прокурорского надзора за соблюдением законности в налоговой сфере и деятельности таможенных органов НИИ проблем укрепления законности и правопорядка; профессор, заведующая отделом проблем прокурорского надзора Академии Генеральной прокуратуры РФ; почетный работник прокуратуры.

## Работы
Татьяна Диканова является автором и соавтором более ста научных публикаций, включая несколько десятков монографий, учебников и учебных пособий; она специализируется, в основном, на проблемах прокурорского надзора в РФ и криминологии:
- «Расследование контрабанды» (М., 1999);
- «Сборник нормативных актов о таможенном деле» (М., 1999);
- «Защита прав государства как собственника на морском транспорте» (М., 2000);
- «Прокурорский надзор за исполнением законов на транспорте и в таможенном деле» (М., 2001);
- «Борьба с терроризмом и обеспечение безопасности на транспорте» (М., 2003)